# إيمي (مغنية مؤلفة)
إيمي (بالألبانية: Elsina Hidersha‏) هي مغنية مؤلفة ألبانية، ولدت في 15 مارس 1989 في منطقة اسكرابار في ألبانيا، وتوفيت في 28 فبراير 2011 في تيرانا في ألبانيا.